# Constance Rudert
Constance Rudert (* 26. Januar 1977 in Reichenbach im Vogtland) ist eine deutsche Musikerin, Sängerin, Liedtexterin und Komponistin. Die in Berlin lebende Künstlerin ist seit 2001 Teil der deutschen Musikszene.
Bekannt ist sie vor allem durch ihre Zusammenarbeit mit der deutschen Band Blutengel geworden. Sie war außerdem an Projekten von Samsas Traum, ASP und Stendal Blast beteiligt und arbeitet unter eigenem Namen und dem Namen Cinderella Effect als Solokünstlerin weiter.

## Künstlerischer Werdegang
Mitarbeit:
- 2001–2010: Blutengel
- seit 2006: Cinderella Effect

## Diskografie
- 2006: Pearls. CD-Release als Constance Rudert – Cinderella Effect
- 2010: Cinderellicious. CD-Release als Constance Rudert – Cinderella Effect